# 검은담비
검은담비(학명: Martes zibellina)는 족제비과에 속하며, 흑담비, 잘이라고도 한다. 한국에서는 개마고원과 백두산에 서식한다.
크기는 족제비보다 크지만 삵보다 작은 편으로 대체적으로 60cm를 넘지 않는다. 꼬리길이는 15cm 가량이며, 무게는 약 1㎏이다. 모색은 여름에는 검은색을 띠며 겨울에는 황갈색을 띠는데, 대체적으로 코르크색과 고동색 등지이다. 잡식성으로 주된 먹이는 들쥐, 다람쥐, 청설모 등의 설치류이며, 그 밖에 우는토끼, 들꿩, 새알 등과 식물질인 다래, 머루, 기타 열매, 잣, 벌꿀 등도 먹는다. 수리부엉이, 매 등의 천적이 있다.
세계적인 모피용 동물 중 하나로 모피용 동물 중에서는 최고가의 모피 가격을 가지고 있으며, 매년 수천 마리 이상의 검은담비들이 모피를 위해 수렵당한다. 북한에서는 천연기념물로 지정하여 보호하고 있으며, 관모봉과 북포태산, 양강도 백암군, 보천군에서 서식하는 것으로 알려져 있다. 한반도, 홋카이도, 캄차카반도, 중국 만주, 시베리아의 침엽수림과 몽골에 서식한다.